# 1000-km-Rennen auf dem Nürburgring 1973

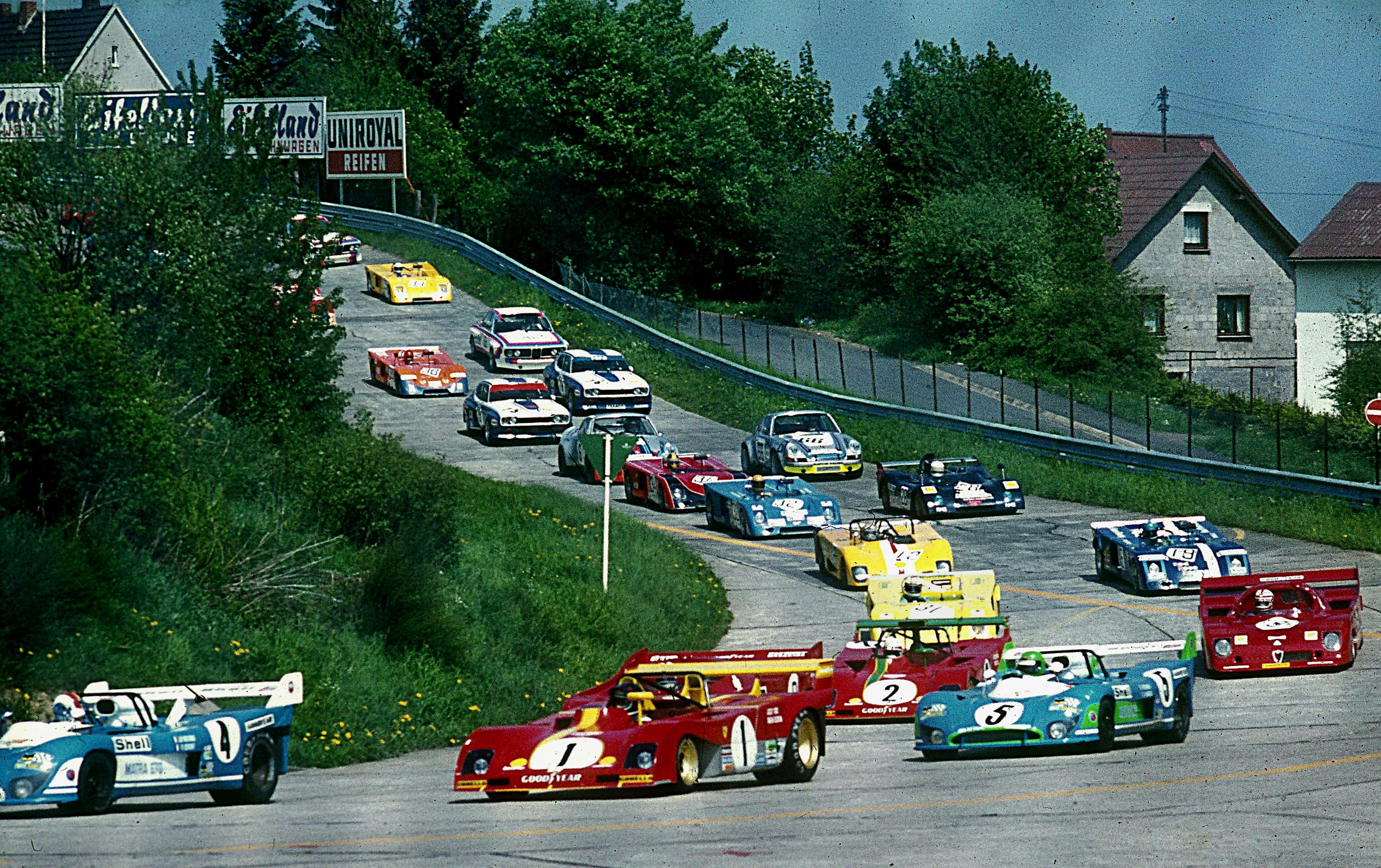
Einführungsrunde zum 1000-km-Rennen 1973, vorn Francois Cevert, Matra-Simca MS670B (Nr. 4), und Jacky Ickx, Ferrari 312P (Nr. 1)

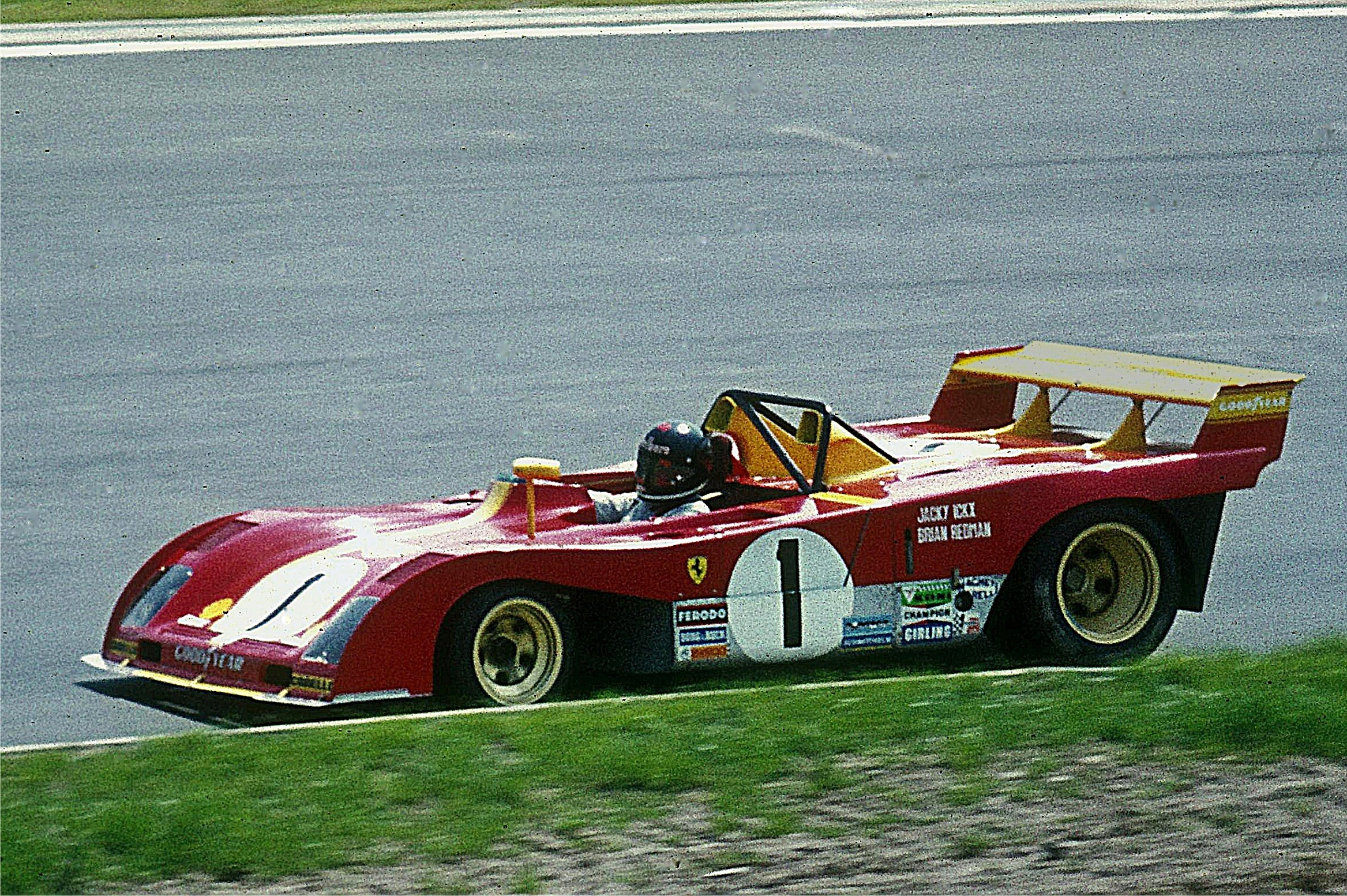
Jacky Ickx bei seiner Siegesfahrt

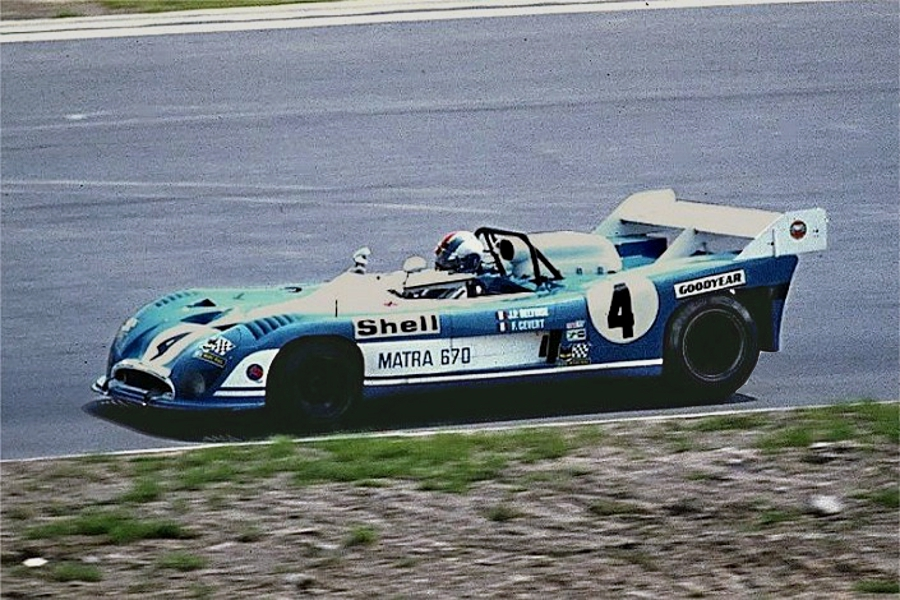
François Cevert im Matra

Das 19. 1000-km-Rennen auf dem Nürburgring, auch 19. Internationales ADAC-1000-Kilometer-Rennen auf dem Nürburgring, Nürburgring Nordschleife, fand am 27. Mai 1973 statt. Das Rennen war der siebte Wertungslauf der Sportwagen-Weltmeisterschaft dieses Jahres und der elfte Lauf der Deutschen Rennsport-Meisterschaft 1973

## Das Rennen
Das Rennen wurde über 44 Runden der 22,835 km langen Nordschleife ausgetragen. Trainingsschnellster war François Cevert im Matra-Simca MS 670B mit einer Zeit von 7:12,8 Minuten vor Jacky Ickx, Ferrari 312P (7:15,5 Minuten), und Rolf Stommelen im Alfa Romeo 33 TT 12.
Nach dem Rennstart behielt Cevert die Führung. Henri Pescarolo auf dem zweiten Matra überholte Rolf Stommelen, fuhr als Dritter in die Südkehre, fiel jedoch schon in der ersten Runde mit Pleuelschaden aus. Die Mannschaft Cevert/Beltoise musste das Rennen in der zwölften Runde ebenfalls mit Motorschaden aufgeben. In derselben Runde schied der Alfa Romeo von Stommelen/de Adamich mit defektem Ventil aus, nachdem der gleiche Schaden Clay Regazzoni im zweiten Werks-Alfa bereits in Runde zwei gestoppt hatte.
Trotz dieser Ausfälle war das Rennen zeitweise spannend, vor allem als Arturo Merzario im zweiten Ferrari den führenden Jacky Ickx entgegen der Strategie des Ferrari-Rennleiters attackierte und überholte. Nach einem Tankstopp in Runde 39 musste Merzario jedoch den Wagen Carlos Pace überlassen, der das Rennen als Zweiter beendete. Merzario habe daraufhin verzichtet, an der Siegerehrung teilzunehmen.
Als Dritter der Gesamtwertung gewann das Team John Burton/John Bridges auf Chevron B23 Ford-Cosworth die Sportwagenklasse. Paul Keller/Jürgen Neuhaus/Clemens Schickentanz kamen als Gewinner der GT-Klasse mit einem Porsche 911 Carrera RSR auf Platz elf. Sieger der Tourenwagenklasse bis 3 Liter Hubraum und Sechste im Gesamtklassement wurden John Fitzpatrick/Gerry Birrell auf Ford Capri RS. Die Tourenwagenklasse über 3 Liter gewannen als Neunte Toine Hezemans/Dieter Quester auf BMW 3.0 CSL.
23 von 49 gestarteten Fahrzeugen kamen ins Ziel; 59 Wagen waren gemeldet.

## Ergebnisse

### Schlussklassement
| 1               | S 3.0    | 1  | SpA Ferrari SEFAC        | Jacky Ickx Brian Redman                              | Ferrari 312PB           | 44 |
| 2               | S 3.0    | 2  | SpA Ferrari SEFAC        | Carlos Pace Arturo Merzario                          | Ferrari 312PB           | 44 |
| 3               | S 2.0    | 19 | Red Rose Racing          | John Burton John Bridges                             | Chevron B23             | 40 |
| 4               | S 3.0    | 3  | Porsche Club Romand      | Claude Haldi Bernard Chenevière                      | Porsche 908/03          | 40 |
| 5               | S 3.0    | 6  | Martini Racing Team      | Gijs van Lennep Herbert Müller                       | Porsche 911 Carrera RSR | 40 |
| 6               | T 3.0    | 76 | Ford Deutschland         | John Fitzpatrick Gerry Birrell                       | Ford Capri RS           | 39 |
| 7               | S 2.0    | 37 | Peter Smith              | Peter Smith David Welpton                            | Chevron B21             | 38 |
| 8               | S 2.0    | 38 | Squadra Tartaruga        | Walter Frey Peter Ettmüller                          | Chevron B19             | 38 |
| 9               | T + 3.0  | 69 | BMW Motorsport GmbH      | Toine Hezemans Dieter Quester                        | BMW 3.0CSL              | 38 |
| 10              | S 2.0    | 32 | Martin Raymond           | Martin Raymond Peter Humble                          | Chevron B23             | 38 |
| 11              | GT + 1.6 | 55 | Porsche Kremer Racing    | Paul Keller Jürgen Neuhaus Clemens Schickentanz      | Porsche Carrera RSR     | 38 |
| 12              | GT + 1.6 | 54 | Porsche Kremer Racing    | Clemens Schickentanz Paul Keller Günter Steckkönig   | Porsche 911 Carrera     | 38 |
| 13              | GT + 1.6 | 59 | Gelo Racing              | Georg Loos Jürgen Barth                              | Porsche 911 Carrera     | 38 |
| 14              | GT + 1.6 | 49 | Anton Fischhaber         | Anton Fischhaber Leopold Prinz von Bayern            | Porsche Carrera RSR     | 37 |
| 15              | GT + 1.6 | 50 | Kuberol Racing           | Bengt Ekberg Kurt Simonsen Roland Larsson            | Porsche 911 Carrera     | 37 |
| 16              | GT + 1.6 | 52 | Europa Möbel             | Eberhard Sindel Wilhelm Siegele                      | Porsche Carrera RSR     | 36 |
| 17              | T 2.0    | 85 | Koepchen Tuning          | Helmut Kelleners Teddy Pilette                       | BMW 2002Tii             | 35 |
| 18              | S 2.0    | 24 | Bernd Becker             | Bernd Becker Elmar Clever                            | Porsche 910             | 35 |
| 19              | GT + 1.6 | 51 | Lothar Wagner            | Lothar Wagner Eckard Babendererde                    | Porsche 911S            | 33 |
| 20              | T 2.0    | 82 | Koepchen Tuning          | Heinrich Hirth Günther Mors                          | BMW 2002Tii             | 32 |
| 21              | T 3.0    | 78 | Team General-Anzeiger    | Klaus Ludwig Lothar Pinske                           | Ford Capri RS           | 32 |
| 22              | S 2.0    | 27 | Viktor                   | Olof Wijk Tommy Brorsson                             | Astra RNR1              | 32 |
| 23              | S 2.0    | 41 | Dorset Racing Associates | Brian Joscelyne Lee Kaye Tony Birchenhough           | Lola T212               | 30 |
| Ausgefallen     |          |    |                          |                                                      |                         |    |
| 24              | T 3.0    | 75 | Ford Deutschland         | Dieter Glemser Jochen Mass                           | Ford Capri RS           | 23 |
| 25              | S 2.0    | 28 | Jolly Club               | Manfred Mohr Martino Finotto Dieter Basche           | AMS 273                 | 14 |
| 26              | S 3.0    | 4  | Equipe Matra-Simca       | François Cevert Jean-Pierre Beltoise                 | Matra-Simca MS670B      | 12 |
| 27              | S 3.0    | 8  | Autodelta SpA            | Rolf Stommelen Andrea de Adamich                     | Alfa Romeo 33TT12       | 12 |
| 28              | S 3.0    | 12 | Jolly Club               | Giorgio Pianta Mario Casoni                          | Lola T280/2             | 6  |
| 29              | GT + 1.6 | 66 | Martini Racing Team      | George Follmer Willi Kauhsen                         | Porsche 911 Carrera     | 6  |
| 30              | S 2.0    | 18 | Tony Goodwin             | Tony Goodwin Tommy Johnson Ed McDonough Edward Negus | Dulon LD10              | 5  |
| 31              | T + 3.0  | 68 | BMW Motorsport GmbH      | Hans-Joachim Stuck Chris Amon                        | BMW 3.0CSL              | 5  |
| 32              | S 3.0    | 9  | Autodelta SpA            | Clay Regazzoni Carlo Facetti                         | Alfa Romeo 33TT12       | 2  |
| 33              | S 3.0    | 5  | Equipe Matra-Simca       | Henri Pescarolo Gérard Larrousse                     | Matra-Simca MS670B      | 1  |
| 34              | S 2.0    | 17 | Jack Wheeler             | Jack Wheeler Martin Davidson                         | Daren Mk.3              | 1  |
| 35              | S 2.0    | 21 | Michel Dupont            | Michel Dupont Paul Blancpain                         | Chevron B23             |    |
| 36              | S 2.0    | 29 | Ember Racing             | John Hine Peter Hanson                               | Chevron B23             |    |
| 37              | S 3.0    | 30 | Ember Racing             | John Quick William de Selincourt                     | Chevron B21             |    |
| 38              | S 2.0    | 31 | HIRE Racing              | José Juncadella Mike Hailwood                        | Chevron B23             |    |
| 39              | S 2.0    | 33 | Intertech                | Brendan McInerney Trevor Twaites                     | Chevron B23             |    |
| 40              | S 2.0    | 34 | Roger Haevens Racing     | Roger Haevens Hervé LeGuellec                        | Chevron B23             |    |
| 41              | S 2.0    | 39 | Ian Harrower             | Ian Harrower James Bell                              | Chevron B23             |    |
| 42              | GT + 1.6 | 48 | Porsche Club Romand      | Peter Zbinden Serge Bolomey Klaus Fritzinger         | Porsche 911 Carrera     |    |
| 43              | GT + 1.6 | 72 | Juan Carlos Bolaños      | Juan Carlos Bolaños Carlos Nicastro                  | Porsche 911 Carrera     |    |
| 44              | GT + 1.6 | 62 | Europa-Möbel             | Horst Klauke Franz-Josef Rieder Eckhard Schimpf      | Porsche 911S            |    |
| 45              | GT + 1.6 | 64 | Alfa Romeo Deutschland   | Dieter Gleich Dieter Weizinger                       | Alfa Romeo Montreal     |    |
| 46              | T + 3.0  | 71 | Alpina                   | Hans-Peter Joisten Helmut Rösser                     | BMW 3.0CSL              |    |
| 47              | T + 3.0  | 72 | Robert Eberhardt         | Robert Eberhardt Kurt Auer                           | Chevrolet Camaro        |    |
| 48              | T 2.0    | 81 | Reydther Club            | Friedheim Theissen Walter Prüser                     | BMW 2002                |    |
| 49              | T 2.0    | 84 | Hans-Lothar Koch         | Hans-Lothar Koch Hans-Joachim Goerke                 | BMW 2002Ti              |    |
| Nicht gestartet |          |    |                          |                                                      |                         |    |
| 50              | S 3.0    | 10 | Joest Racing             | Reinhold Joest Mario Casoni                          | Porsche 908/03          | 1  |
| 51              | S 2.0    | 22 | Ecurie Bonnier Team BP   | Santos Mendoza Carlos Santos                         | Lola T292               | 2  |
| 52              | S 2.0    | 23 | Ecurie Bonnier Team BP   | Carlos Caspar Jorge Pinhol                           | Lola T292               | 3  |
| 53              | S 2.0    | 40 | Hans Baumhardt           | Hans Baumhardt Tom Pryce                             | Royale RP17             | 4  |
| 54              | T + 1.6  | 53 | Hans-Peter Zeigler       | Hans-Peter Ziegler Bernd Ziegler                     | Porsche 911 Carrera     | 5  |
| 55              | GT + 1.6 | 57 | Grindelwald Racing       | Heinrich Keller Cox Kocher                           | De Tomaso Pantera       | 6  |
| 56              | GT + 1.6 | 58 | M. Weismann              | Günther Steckkönig Klaus Fritzinger                  | Porsche 911 Carrera     | 7  |
| 57              | GT + 1.6 | 65 | Werner Christmann        | Werner Christmann Helmut Hinse                       | Porsche 914/6           | 8  |
| 58              | GT + 3.0 | 70 | BMW Alpina               | Brian Muir Niki Lauda                                | BMW 3.0CSL              | 9  |
| 59              | T 2.0    | 83 | Alfa Romeo Deutschland   | Dieter Weizinger Wilhelm Bisterfeld                  | Alfa Romeo Giulia GTAm  | 10 |

1 Unfall im Training
2 zurückgezogen
3 zurückgezogen
4 nicht gestartet
5 Motorschaden im Training
6 Motorschaden im Training
7 nicht gestartet
8 nicht gestartet
9 nicht gestartet
10 nicht gestartet

### Nur in der Meldeliste
Hier finden sich Teams, Fahrer und Fahrzeuge, die ursprünglich für das Rennen gemeldet waren, aber aus den unterschiedlichsten Gründen daran nicht teilnahmen.
| Pos. | Klasse   | Nr. | Team                  | Fahrer                            | Chassis             |
| ---- | -------- | --- | --------------------- | --------------------------------- | ------------------- |
| 60   | S 3.0    | 7   | Joseph Greger         | Joseph Greger Kurt Hild           | Porsche 910         |
| 61   | S 2.0    | 25  | Europa-Möbel          | Jörg Obermoser René Herzog        | GRD S73             |
| 62   | S 2.0    | 26  | Scuderia Filipinetti  | Jean-Louis Lafosse Reine Wisell   | Lola T292           |
| 63   | S 2.0    | 28  | Guy Edwards           | Guy Edwards Jim Busby             | Lola T292           |
| 64   | S 2.0    | 35  | Peter Richardson      | Peter Richardson Jimmy Richardson | Chevron B23         |
| 65   | S 2.0    | 36  | Andrew Fletcher       | Andrew Fletcher William Tuckett   | Chevron             |
| 66   | S 2.0    | 42  | Mike Stow             | Mike Stow Mike Knight             | Chevron             |
| 67   | GT + 1.6 | 56  | Porsche Kremer Racing |                                   | Porsche Carrera RSR |
| 68   | GT + 1.6 | 61  | Robert Grant          | Robert Grant John Kendall         | Datsun 240Z         |
| 69   | GT + 1.6 | 63  | Joseph Greger         | Joseph Greger Kurt Hild           | Porsche 914/6       |
| 70   | T 3.0    | 77  | Ford Deutschland      | Hans Heyer Jody Scheckter         | Ford Capri RS       |

### Klassensieger
| Klasse                    | Fahrer           | Fahrer         | Fahrer               | Fahrzeug            | Platzierung im Gesamtklassement |
| ------------------------- | ---------------- | -------------- | -------------------- | ------------------- | ------------------------------- |
| Sportwagen bis 3000 cm³   | Jacky Ickx       | Brian Redman   |                      | Ferrari 312PB       | Gesamtsieg                      |
| Sportwagen bis 2000 cm³   | John Burton      | John Bridges   |                      | Chevron B23         | Rang 3                          |
| GT über 1600 cm³          | Paul Keller      | Jürgen Heuhaus | Clemens Schickentanz | Porsche Carrera RSR | Rang 11                         |
| Tourenwagen über 3000 cm³ | Dieter Quester   | Toine Hezemans |                      | BMW 3.0CSL          | Rang 9                          |
| Tourenwagen bis 3000 cm³  | John Fitzpatrick | Gerry Birrell  |                      | Ford Capri RS       | Rang 6                          |
| Tourenwagen bis 2000 cm³  | Helmut Kelleners | Teddy Pilette  |                      | BMW 2002Tii         | Rang 17                         |

### Renndaten
- Gemeldet: 70
- Gestartet: 49
- Gewertet: 23
- Rennklassen: 6
- Zuschauer: unbekannt
- Wetter am Renntag: warm und trocken
- Streckenlänge: 22,835 km
- Fahrzeit des Siegerteams: 5:36:53,400 Stunden
- Gesamtrunden des Siegerteams: 44
- Gesamtdistanz des Siegerteams: 1004,740 km
- Siegerschnitt: 178,944 km/h
- Pole Position: François Cevert – Matra-Simca MS670B (#4) – 7.12.800 – 189,940 km/h
- Schnellste Rennrunde: François Cevert – Matra-Simca MS670B (#4) – 7.20.300 - 186,705 km/h
- Rennserie: 7. Lauf zur Sportwagen-Weltmeisterschaft 1973
- Rennserie: 11. Lauf zur Deutschen Rennsport-Meisterschaft 1973